# Muriceopsis petila
Muriceopsis petila är en korallart som beskrevs av Bayer 1961. Muriceopsis petila ingår i släktet Muriceopsis och familjen Plexauridae. Inga underarter finns listade i Catalogue of Life.